# Orussoidea
Super-famille
Les  Orussoidea sont une super-famille d'insectes hyménoptères. Il s'agit du groupe-frère des Apocrita. 

## Liste des familles
Selon Paleobiology Database (23 mars 2019) :
- famille † Karatavitidae
- famille Orussidae